# Willi Krause (Schriftsteller)
Wilhelm „Willi“ Georg Krause (Pseudonym Peter Hagen; * 11. Mai 1907 in Nieder-Schöneweide, Kreis Teltow; † unsicher: 1945) war ein deutscher Journalist, Regisseur und Drehbuchautor.

## Leben
Krause war ein Sohn des Lokomotivheizers Wilhelm Krause und der Gertrud Anna Hofbauer. Ende der 1920er Jahre war Krause als Redakteur beim Scherl-Verlag tätig. Zum 1. August 1930 trat er in die NSDAP ein (Mitgliedsnummer 289.251). Im Herbst 1930 trat er als Redakteur für Lokalpolitik in den Dienst der vom Berliner Gauleiter der NSDAP, Joseph Goebbels herausgegebenen Berliner Gauzeitung der Partei Der Angriff. Später verlegte Krause den Schwerpunkt seiner Tätigkeit für den Angriff auf Tätigkeit als Kulturredakteur, wobei er sich schließlich auf Filmrezensionen spezialisierte.
1933 wechselte Krause als Filmkritiker in den Dienst des Reichsministeriums für Volksaufklärung und Propaganda.
1933 veröffentlichte Krause eine der ersten Biographien über Goebbels überhaupt mit dem Buch Reichsminister Dr. Goebbels, eine rein hagiographische Verherrlichung Goebbels’ ohne wissenschaftlichen Wert. Spätere Biographen haben Krause sowie Wilfried Bade und Max Jungnickel aufgrund der propagandistischen Inszenierung von Goebbels als „Hofbiographen“ gekennzeichnet. Viktor Reimann weist darauf hin, dass die Werke von Krause und seinen Kollegen nicht einmal verlässliche Daten über Goebbels’ Lebenslauf liefern.
In späteren Jahren betätigte Krause sich als Schriftsteller unter dem Namen Peter Hagen. Sein Werk umfasste Romane, Lyrik und Bühnenwerke.
Im Februar 1934 wurde Krause von Goebbels zum Reichsfilmdramaturg und 1935 zum Mitglied des Reichskultursenats ernannt. Diese Stellung hatte er bis 1936 inne. 1935 ging er mit der Schauspielerin Jessie Vihrog seine zweite Ehe ein.
Krauses Roman „Nur nicht weich werden, Suzanne!“ von 1934 war die Vorlage für den Film Nur nicht weich werden, Susanne! von 1935 unter der Regie von Arzén von Cserépy mit Veit Harlan in einer Hauptrolle. 1935 versuchte sich Krause ohne eigene einschlägige Erfahrung erstmals als Regisseur; es entstand der antisowjetische Propagandafilm Friesennot.
1940 wurde Krause Kriegsberichterstatter bei der Luftwaffe.
Krauses Verbleib nach 1940 ist ungeklärt.

## Archivarische Überlieferung
Das Bundesarchiv Berlin verwahrt im Bestand R 55 (Akten des Reichsministeriums für Volksaufklärung und Propaganda) zwei Personalakten zu Krause aus seiner Tätigkeit als Mitarbeiter des Ministeriums für Volksaufklärung und Propaganda (R 55/24283 sowie R 55/23617).

## Schriften
- Reichsminister Dr. Goebbels, Berlin 1933.

## Filmografie
als Drehbuchautor, wenn nicht anders angegeben
- 1934: Nur nicht weich werden, Susanne!
- 1935: Friesennot (Regie)
- 1936: Nachtwache im Paradies (auch Regie)
- 1938: Ballade (auch Regie)
- 1938: Der Spieler
- 1938: Tanz auf dem Vulkan
- 1939: Verwandte sind auch Menschen